# قاعدة البيانات المشتركة للمناطق المعينة
قاعدة البيانات المشتركة للمناطق المعينة وتُعرف اختصارًا بـ CDD هي بنك بيانات للمناطق المحمية المعينة رسميًا مثل المحميات الطبيعية والمناظر الطبيعية المحمية والمتنزهات الوطنية وما إلى ذلك في أوروبا.
يعد بنك البيانات الذي بدأ العمل به عام 1999 مشروعًا محليًا للوكالة الأوروبية للبيئة التابعة لمجلس أوروبا والمركز العالمي لرصد الحفظ التابع لبرنامج الأمم المتحدة للبيئة.
ينقسم بنك البيانات إلى منطقة وطنية ومنطقة دولية. المجال الوطني هو للدول الأعضاء في الاتحاد الأوروبي أو المنطقة الاقتصادية الأوروبية حول الشبكة الأوروبية لمعلومات ومراقبة البيئة أو EIONET. تتم عمليات تطهير البيانات للمنطقة الوطنية للأعضاء من خارج المنطقة الاقتصادية الأوروبية والمنطقة الدولية بواسطة أنظمة UNEP-WCMC.
يتبع بنك البيانات نظام الاتحاد الدولي لحفظ الطبيعة والموارد الطبيعية (IUCN) ومعايير الأمم المتحدة من أجل ضمان التوافق مع بنوك البيانات المماثلة في جميع أنحاء العالم، ولا سيما قاعدة البيانات العالمية للمناطق المحمية (WDPA).
يمكن الوصول إلى بنك البيانات من الإنترنت باستخدام الموقع الإلكتروني لنظام معلومات الطبيعة الأوروبي (EUNIS).
حتى الآن، لم يتم تضمين المناطق البحرية المحمية الحقيقية مثل المناطق البحرية المحمية في المحيط الأطلسي في بنك البيانات.